# Licofrão de Corinto
Licofrão ou Licofron foi um filho de Periandro, tirano de Corinto, ele seria o sucessor do seu pai, mas foi morto em Córcira.

## Família
Licofrão e Cipselo  eram filhos de Periandro e Melissa, cujo nome era Lyside  filha de Procles, tirano de Epidauro. A mãe de Lyside (Melissa) era Eristhenea, filha de Aristócrates e irmã de Aristodemo, que governou quase toda a Arcádia. A mãe de Periandro se chamava Cratea, e conseguiu, através de um subterfúgio, ter relações incestuosas com o filho. Periando era filho de Cípselo, descendente de Héracles.

## Assassinato de Melissa e exílio para Córcira
Periandro matou sua esposa Melissa, quando, em raiva, a chutou ou jogou-a escada abaixo, quando ela estava grávida. Quando filho mais velho tinha dezoito anos e Licofrão dezessete, eles estavam com seu avô Procles, e este disse a eles que foi Periandro que havia matado a mãe deles.
Licofrão, ao voltar a Corinto, recusou-se a falar com o pai, considerando-o assassino da sua mãe. Periandro perguntou ao filho mais velho como havia sido a estadia com Procles, e este disse que ele os havia tratado muito bem, mas não se lembrava do que o avô materno havia dito. Mas Periandro pressionou o filho, e ele terminou contando o que Procles havia dito. Periandro então ordenou que ninguém desse abrigo ou conversasse com o filho, sob pena de pagar uma multa a Apolo.  No quarto dia, vendo o filho na miséria e faminto, Periandro teve pena, e perguntou a ele o que ele preferia, viver na miséria ou ser o príncipe de Corinto, o que exigiria que ele fosse submisso ao pai; e alegou que, a respeito da morte de Melissa, ele sofria mais do que os outros, porque ele que a havia matado. Periandro achou que iria comover o filho, mas este apenas respondeu que o pai deveria pagar a multa ao deus por ter falado com ele.
Periandro, vendo que o filho não tinha mais cura, despachou-o para Córcira, que fazia parte dos seus domínios, e, depois disso, lutou contra Procles, tomou Epidauro e fez de seu sogro seu prisioneiro.

## Morte
Quando Periandro ficou velho, vendo que não tinha mais condições de governar, mandou mensageiros a Córcira, pedindo que Licofrão voltasse, porque ele não via, no filho mais velho, condições de governar, porque ele não era capaz. Licofrão, porém, nem se deu ao trabalho de responder ao emissário, então Periandro enviou sua filha, a irmã de Licofrão, para pedir que ele voltasse, mas ele respondeu que não voltaria a Corinto enquanto seu pai vivesse.
Periandro então enviou um terceiro mensageiro, dizendo que ele iria pessoalmente a Córcira, e exortando Licofrão a ir para Corinto e tornar-se seu sucessor no trono. Quando Licofrão aceitou estes termos, e Periando estava se preparando para ir até Córcira, os habitantes da ilha assassinaram Licofrão, para evitar que Periandro fosse viver com eles.

## Vingança de Periandro
Periandro escolheu 300 dos filhos dos homens mais importantes de Córcira e os enviou a Alíates, em Sárdis, para que eles fossem feitos eunucos. Os jovens, porém, ao passarem por Samos suplicaram a Juno, e foram salvos pelos sâmios. Quando os sâmios souberam do que iria acontecer com eles, sugeriram aos jovens que se tornassem suplicantes no altar de Ártemis, e, depois que os coríntios cortaram sua comida, os sâmios fizeram um festival, que continuava sendo celebrado depois disso, em que as meninas e os jovens de samos levavam comida, que seria pega pelos jovens da Córcira. Os coríntios acabaram desistindo e foram embora, mas mantiveram a inimizade com Samos, que iria resultar em guerra na geração seguinte.
Depois disto Periandro morreu, aos 80 anos de idade, no último ano da 48a olimpíada.